# Апрельско-майские забастовки в Нидерландах (1943)
Апрельско-майские забастовки 1943 года — это серия забастовок, которые произошли в оккупированных Нидерландах в апреле-мае 1943 года в ходе Второй мировой войны. Забастовки были вызваны планами немецкой оккупационной администрации по мобилизации 300 тысяч бывших нидерландских солдат и офицеров, которые были освобождены после капитуляции Нидерландов в 1940 году, и отправке их на принудительные работы в Германию. Стачки были подавлены немецкими войсками и полицией.

## Предыстория
Немецкая оккупация Нидерландов началась в мае 1940 года и длилась до мая 1945 года. В течение этого периода, немцы эксплуатировали нидерландскую экономику и ресурсы в своих интересах, оккупационная администрация способствовала вывозу рабочей силы из страны в Германию для принудительной работы на предприятиях военной и других отраслей промышленности. С лета 1942 года активно шла депортация еврейского населения в концентрационные лагеря, более 50 тысяч человек пропали по пути в Вестерборк.
Непосредственным поводом для начала забастовок стало указание немецкой оккупационной администрации о повторном пленении 300 тысяч бывших нидерландских военнослужащих, которые были освобождены после капитуляции Нидерландов в 1940 году, и направлении их на принудительные работы в Германию.

## Ход забастовок
Забастовки начались 29 апреля. Первыми в стачку вступили работники машиностроительного завод Stork в Хенгело и горняки в шахтёрских районах провинции Лимбург. Работники заводов Philips в Эйндховене 29 апреля ограничились сидячими забастовками. В провинции Фрисландия местные фермеры перестали поставлять молоко на молочные комбинаты.
30 апреля к забастовке присоединилось 18 тысяч работников Phillips и 40 тысяч шахтёров Лимбурга, стачки распространились на прочие города Нидерландов, за исключением западных провинций. Немецкие оккупационные власти в этот же день разрешили СС и полиции стрелять без предупреждения по массовым собраниям граждан и ввели военное положение в 5 городах. 1 мая военное положение было объявлено на территории всего рейхскомиссариата. К 3 мая забастовки были фактически подавлены.

## Итоги
В результате забастовки, немецкие оккупационные власти казнили 80 забастовщиков. Войсками СС и полицией на улицах было застрелено 95 человек, 400 было ранено, 900 арестованных пропали без вести в концентрационных лагерях. Было уволено более 100 местных чиновников, в том числе 15 мэров городов, в которых забастовка была наиболее интенсивной.
Цель немецких властей по привлечению 300 тысяч работников выполнена не была. После забастовки, немецкая оккупация Нидерландов приняла форму перманентного военного положения. Также, участились случаи дезертирства из голландской вспомогательной полиции — около 1,3% полицейских от общего числа голландских полицейских дезертировали к июлю 1944 года.